# Ефект заміщення
«Ефект заміщення» (англ. Substitution effect) — зміна у споживанні товару, пов'язана зі зміною його ціни, тоді як рівень задоволення залишається постійним. Один з товарів стає дешевшим і це супроводжується зростанням попиту на цей товар. Через обмеженість бюджету економічного суб'єкта це означає, що здешевленим продуктом заміщається певний обсяг споживання продукту, що не змінився в ціні. Якщо падіння в ціні одного з продуктів спричиняє збільшення споживання обох продуктів, йдеться про ефект доходу.

## Графічний аналіз
Припустимо, початкову ситуацію задає графік: товар Y (розташований горизонтально), криві байдужості (ніколи не змінюються), показник обмеження бюджету ВС1 та пункт вибору споживача А. Положення та нахил бюджетного обмеження ґрунтуються на доходах споживача та цінах на товари X та Y. Якщо ціна на товар Y падає, то бюджетне обмеження перетворюється на ВС2, з перетином у точці з більшим значенням Y, бо весь дохід витрачається на товар Y, через те, що його можна придбати за нижчою ціною. Загальний ефект від заміни полягає у тому, що споживач вибирає споживчий набір у точці С.
Але перехід від точки А то точки С можна розкласти на дві частини. Ефект заміщення — це заміна, яка б відбулася якби споживач залишився на початковій кривій байдужості (перехід від А до В). Ефект доходу — це одночасний перехід від В до С, який відбувається тому, що нижча ціна на один товар дозволяє перейти на вищу криву байдужості. Відповідно до цього закону, якщо споживач використовує весь наявний ресурс при споживанні одного товару, то гранична корисність, отримана від кожної додаткової одиниці, зменшиться послідовно. Цей закон зазначає, що для отримання максимального задоволення споживач повинен витрачати свій обмежений дохід на різні товари таким чином, щоб остання гривня витрачена на кожен товар, давала рівну граничну корисність.

## Походження
Закон заміщення вперше розробив Герман Гайнріх Госсен. Професор Хікс Маршал[прояснити] розробив та надав сучасну форму цього закону. Закон заміщення також відомий як закон еквівалентної корисності або закон максимального задоволення[джерело?].

## Приклад
Припустимо, що хтось харчується лише м'ясом і рибою. Після падіння ціни на м'ясо він вирішує, що жертвуючи певною кількістю риби, він може купити собі відносно більше м'яса. В результаті споживання риби скорочується, а споживання м'яса збільшується у більшій пропорції щодо рівня зниження ціни на рибу.